# Honorius Ier
Honorius Ier, né en Campanie vers 585 et mort à Rome le 12 octobre 638, est pape de 625 à 638.

## Biographie
Fils d'un consul honoraire, il est élu en succession de Boniface V et consacré le 27 octobre 625. L'empereur byzantin Héraclius étant en campagne, il ne peut confirmer l'élection. Pour éviter tout délai, c'est donc l'exarque de Ravenne qui procède à cette formalité.
Honorius poursuit les travaux d'urbanisation de Rome menés par la papauté. À cet effet, il fait enlever les tuiles en bronze doré du temple de Rome (en fait la basilique de Maxence) pour réparer le toit de la basilique Saint-Pierre. Il fait également bâtir de nombreuses églises et transformer la Curie Julia en église.
Il n'intervient que rarement en Occident, excepté en Angleterre : il envoie un évêque à Dorchester, dans le royaume de Wessex, et sanctionne la fondation de l'évêché d'York après la conversion du roi Edwin de Northumbrie. En Orient, il mène une politique de compromis politique entre « orthodoxes » et monothélites, mais non sur le plan doctrinal. S'il a été poussé à approuver, en 634, une solution intermédiaire proposée par Serge Ier, patriarche de Constantinople, c'est sur un malentendu ; cette solution consistait à admettre que Jésus-Christ aurait deux natures (physeis) mais une seule volonté, qualifiée de « théandrique », c'est-à-dire  divino-humaine. C'est cette doctrine que combattirent les saints Maxime le Confesseur, Sophrone de Jérusalem et Martin Ier parce qu'elle privait le Christ d'une partie de sa nature humaine, la volonté humaine.
Sous le pontificat de l'un de ses successeurs, Léon II, et le règne de l'empereur byzantin Constantin IV, Honorius est condamné comme monothéliste au troisième concile de Constantinople et subit l'anathème posthume en tant que pape de Rome,.
Son corps repose à la basilique Saint-Pierre.

## Condamnation au Concile de Constantinople III
En 634, le patriarche de Constantinople Serge Ier de Constantinople prend de vitesse les légats pontificaux et expose au pape Honorius la doctrine du monothélisme. Il lui adresse une lettre en précisant que la doctrine des deux activités-volontés ne pouvait être érigée en règle de foi parce qu'on ne la rencontrait pas chez les Pères de l'Église ; que de plus cette doctrine des deux volontés en Jésus-Christ, si elle était acceptée comme vérité de foi, reviendrait à admettre la possibilité dans le Christ d'une opposition possible des deux volontés. Il propose donc au pape de s'abstenir de parler d'une ou deux volontés. Le pape dans sa réponse, félicite Serge de vouloir supprimer de vaines querelles de mots. Honorius écrira en réponse à Serge[réf. nécessaire] : "Nous professons aussi la volonté unique du Seigneur Jésus-Christ".
Se pose alors la question de la condamnation par le concile et Léon II. Le concile déclare : « Ayant examiné les prétendues lettres dogmatiques de Sergius de Constantinople à Cyrus et les réponses d'Honorius à Sergius, et les trouvant opposées à la doctrine des apôtres, aux décrets des conciles et aux sentiments de tous les Pères, conformes, au contraire, à la fausse doctrine des hérétiques, nous les rejetons entièrement et les détestons comme propres à corrompre les âmes. [...] Avec eux, nous croyons devoir chasser de l'Église et anathémiser Honorius, autrefois évêque de l'ancienne Rome, parce que nous avons trouvé, dans sa lettre à Sergius, qu'il suit en tout son erreur et qu'il autorise sa doctrine impie. » (Concile de Constantinople, session XIII).
Selon le Enchiridion Symbolorum (Denzinger), le pape Jean IV, environ 40 ans avant la condamnation d'Honorius au troisième concile de Constantinople, considèrait qu'Honorius « de sainte mémoire » n'a pas enseigné l'hérésie. En effet, Jean IV considère « qu'il apparaît… qu'il (le pape Honorius) a écrit (à Serge), à savoir que dans notre Sauveur il n'y a d'aucune manière deux volontés opposées » mais qu'Honorius « ne parle que de la nature humaine et non pas également de la nature divine... celui qui en débat doit savoir qu'il s'agit d'une réponse donnée à une question dudit patriarche. » Pour Jean IV, Honorius « disait donc, dans son enseignement sur le mystère de l'incarnation du Christ, qu'il n'a pas existé en lui, comme en nous pécheurs, deux volontés contraires, de l'esprit et de la chair. Ce que certains ont retourné en leur propre conception, et ils ont pensé qu'il aurait enseigné une seule volonté de sa divinité et de son humanité, ce qui est totalement contraire à la vérité. ».
Philip Schaff considère qu'Honorius a bien été condamné et avance 13 points soutenant sa position.

## Honorius et l'infaillibilité pontificale
Certains, comme les protestants et les gallicans, évoquent le cas du pape Honorius Ier comme preuve que le dogme de l'infaillibilité ne peut être fondé ou que l'infaillibilité du Pape n'est limitée qu'aux cas de définitions solennelles. En effet, celui-ci subit l'anathème au troisième concile de Constantinople, décision confirmée par le pape Léon II.

### Catholicisme
Selon le chanoine Adolphe-Charles Peltier : « Une des objections les plus rebattues contre l'infaillibilité pontificale est assurément celle qu'on prétend tirer de la faute d'Honorius et de sa condamnation par le sixième concile œcuménique. Cependant de quoi s'agit-il ? D'une faute personnelle, qui était plutôt une erreur dans la conduite, qu'une erreur dans la foi ». Les lettres qui nous restent de ce pape démontrent en effet qu'il n'admettait pas une seule volonté en Jésus-Christ à la manière des monothélites, mais uniquement en ce sens qu'il ne saurait y avoir dans le Fils de Dieu deux volontés contraires. Comment d'ailleurs le pape Agathon aurait-il pu prescrire à ses légats, comme il l'écrivit à l'empereur, de s'en tenir simplement à la tradition reçue de ses prédécesseurs, si cette tradition avait été rompue par Honorius quelques années seulement avant lui ? Aussi Noël Alexandre, quoique partisan des opinions gallicanes, ne fait-il pas difficulté de reconnaître ingénument que le pape Honorius n'a point enseigné l'hérésie ».
Le premier concile œcuménique du Vatican a affirmé dans sa constitution dogmatique Pastor Æternus que « le Siège suprême est toujours demeuré pur de toute erreur ».

## Apologétique catholique
Prosper Guéranger considère qu'Honorius n'était pas hérétique mais qu'il a simplement voulu être trop conciliant et a manqué de zèle à combattre une hérésie. Prosper Guéranger considère que le troisième concile de Constantinople inscrivit le pape Honorius « seulement parmi ceux qui, tout en demeurant orthodoxes dans leur pensée et dans leurs écrits, ont le tort d'exposer la sûreté de la foi par leur silence, lorsque leur devoir est de la proclamer et de la défendre. Le Saint-Siège adhéra avec la précision romaine à cette sévère sentence ; mais il était si évident qu'Honorius n'avait pas enseigné l'Église dans cette lettre particulière, où il cherchait même à écarter toute idée d'une définition comme intempestive, qu'il a fallu être au temps de la controverse gallicane, pour qu'un argument tel quel ait surgi de là contre l'infaillibilité du Pontife romain. ».
En 1873, Louis-Nazaire Bégin, à l'époque encore abbé, considère qu'Honorius n'était pas hérétique.